# Ilirik
Ilirik (latinski Illyricum), antički je naziv za područja na Jugoistočne Europe nastanjena Ilirima. Nakon rata s Ilirima 229. prije Krista ustrojen je rimski protektorat Ilirik nad grčkim kolonijama na istočnoj obali Jadrana i nad njihovim zaleđem. Nakon 167. prije Krista potpao je regnum Illyricum (Ilirsko Kraljevstvo) ilirskoga kralja Gencija pod nadzor Rima. Novim osvajanjima Ilirik se širio. U drugoj polovici I. stoljeća prije Krista rimski je Ilirik obuhvaćao područje od rijeke Raše u Istri do rijeke Mati u Albaniji; on je od 27. prije Krista bio senatska pokrajina, kojoj je potom bio upravno pripojen i teritorij Panonije. 
Pošto je skršen ustanak ilirskih naroda koji je trajao od 6. do 9. godine, Ilirik je podijeljen na pokrajine Pannonia superior i Provincia Illyricum (poslije Dalmatia). Dioklecijanovom je reformom Ilirik postao jedna od četiriju prefektura Rimskoga Carstva, koja je obuhvaćala gotovo cijeli Balkanski poluotok, a upravno je bila podijeljena na dijeceze Illyricum orientale (Istočni Ilirik) i Illyricum occidentale. U sklopu te prefekture, kojoj je Konstantin I. Veliki priključio još Epir, Ahaju i Makedoniju, područje nekadašnje provincije Ilirik bilo je podijeljeno na tri manje provincije: Dalmatia, Praevalitana i Epirus nova. Takva upravna podjela uglavnom se sačuvala do doseljenja Slavena na Balkanski poluotok.